# Classe Diciotti
La classe Diciotti , ou  classe Saettia par rapport à l'unité prototype déclinée en sous-classes MK1. 2. 3 et 4, est une classe de  patrouilleur conçue et construite par Fincantieri en Italie,  sur les chantiers de La Spezia, Muggiano et Riva Trigoso. Les navires sont actuellement utilisés par les garde-côtes italiens, la marine irakienne, les forces armées de Malte et les Forces publiques du Panama.

## Historique

### Garde côtière italienne
Basée sur la première classe expérimentale Saettia (Saettia MK1), la classe Diciotti (Saettia MK2) est une version avancée et améliorée avec une longueur plus longue, plus de puissance et donc une plus grande endurance de patrouille.

### Escadron maritime de Malte
En 2003, les Forces armées de Malte ont ordonné le remplacement des anciens patrouilleurs de classe Kondor de RDA P29, P30 et P31, en raison de l'augmentation du flux de réfugiés d'Afrique du Nord vers l'Europe.

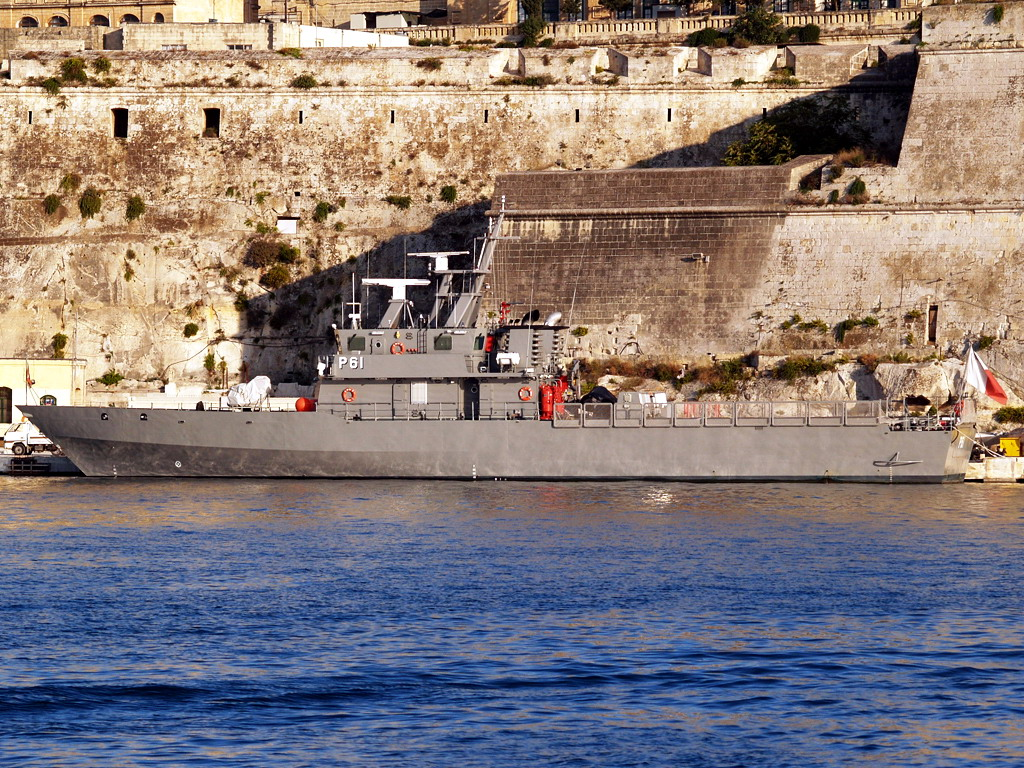
P61 en 2006 à Malte

La conception de la classe P61 (Saettia MK3) fournit une moitié arrière dégagée au navire, offrant suffisamment d'espace pour un hélicoptère , jusqu'à la taille d'un AgustaWestland AW139. Le P61 a la capacité d'effectuer des patrouilles jusqu'à un état de la mer de 5 et de résister aux conditions de mer jusqu'au degré 7. Cette modification augmente le poids du navire à 450 tonnes, et réduit la capacité standard de l'équipage à 25. La longueur maximale des patrouilles sans ravitaillement à 20 nœuds (37 km/h) est de 3 000 milles marins (5 600 km). Le navire a été mis en service le 1er octobre 2005 et opérationnel depuis le 5 novembre 2005 et il est le navire amiral des Forces armées de Malte. 
Le navire a été mis à jour en 2017 avec une révision et un réaménagement du moteur (les moteurs Caterpillar remplacent les moteurs Isotta Fraschini), par Fincantieri.

### Marine irakienne
En 2006, la nouvelle marine irakienne a signé un contrat avec le gouvernement italien pour acheter quatre navires modifiés de la classe Diciotti pour patrouiller sa ligne de côte de 58 kilomètres .
Cette classe Fatah (Saettia Mk 4) est modifiée avec une augmentation de la capacité de l'équipage de 38. Le contrat comprend également la fourniture d'un soutien logistique et une formation de l'équipage, chaque équipage suivant un cours de formation de 7 semaines. En coopération avec la Marina Militare, chaque équipage de mise en service bénéficie d'un cours de simulation de pont d'une semaine à la Accademia Navale di Livorno .
Les navires livrés à partir de 2009 sont utilisés pour patrouiller la zone économique exclusive, contrôler le trafic maritime, pour la recherche et sauvetage et la lutte contre les incendies.

### Panama
À la suite d'un accord conclu en juin 2010, l' Italie a livré les CP-902 Ubaldo Diciotti et CP-903 Luigi Dattilo à SENAN - National Air and Navy Service of Panama sous les numéros P 901 et P 902 en avril 2014.

## Navires
| Italie - Garde côtière italienne - Classe Saettia(Saettia MK1)   | Italie - Garde côtière italienne - Classe Saettia(Saettia MK1) | Italie - Garde côtière italienne - Classe Saettia(Saettia MK1) | Italie - Garde côtière italienne - Classe Saettia(Saettia MK1) | Italie - Garde côtière italienne - Classe Saettia(Saettia MK1) | Italie - Garde côtière italienne - Classe Saettia(Saettia MK1) | Italie - Garde côtière italienne - Classe Saettia(Saettia MK1) | Italie - Garde côtière italienne - Classe Saettia(Saettia MK1) | Italie - Garde côtière italienne - Classe Saettia(Saettia MK1)           | Italie - Garde côtière italienne - Classe Saettia(Saettia MK1) | Italie - Garde côtière italienne - Classe Saettia(Saettia MK1) |
| Nom                                                              | Pennant number                                                 | Numéro coque                                                   | Chantier naval                                                 | Mise en chantier                                               | Lancement                                                      | Mise en service                                                | Photo                                                          | Note                                                                     |                                                                |                                                                |
| ---------------------------------------------------------------- | -------------------------------------------------------------- | -------------------------------------------------------------- | -------------------------------------------------------------- | -------------------------------------------------------------- | -------------------------------------------------------------- | -------------------------------------------------------------- | -------------------------------------------------------------- | ------------------------------------------------------------------------ | -------------------------------------------------------------- | -------------------------------------------------------------- |
| Saettia                                                          | CP-901                                                         | 920                                                            | Muggiano (La Spezia)                                           | Juin 1984                                                      | Décembre 1984                                                  | 20 juillet 1999                                                |                                                                | ex-bateau prototype Fincantieri DA-360T                                  |                                                                |                                                                |
| Italie - Garde côtière italienne - Classe Diciotti (Saettia MK2) |                                                                |                                                                |                                                                |                                                                |                                                                |                                                                |                                                                |                                                                          |                                                                |                                                                |
| Ubaldo Diciotti                                                  | CP-902                                                         | 6083                                                           | Muggiano (La Spezia)                                           |                                                                | 2001                                                           | 20 juillet 2002                                                |                                                                | en 2014 livré sous le numéro P-901 aux Forces publiques du Panama Panama |                                                                |                                                                |
| Luigi Dattilo                                                    | CP-903                                                         | 6084                                                           | Muggiano (La Spezia)                                           |                                                                | 2001                                                           | 30 novembre 2002                                               |                                                                | en 2014 livré sous le numéro P-902 aux Forces publiques du Panama Panama |                                                                |                                                                |
| Michele Fiorillo                                                 | CP-904                                                         | 6085                                                           | Muggiano (La Spezia)                                           |                                                                | 2001                                                           | Janvier 2003                                                   |                                                                |                                                                          |                                                                |                                                                |
| Alfredo Peluso                                                   | CP-905                                                         | 6105                                                           | Muggiano (La Spezia)                                           |                                                                |                                                                | 3 juillet 2003                                                 |                                                                |                                                                          |                                                                |                                                                |
| Oreste Corsi                                                     | CP-906                                                         | 6107                                                           | Muggiano (La Spezia)                                           |                                                                |                                                                | 8 janvier 2004                                                 |                                                                |                                                                          |                                                                |                                                                |
| Malte - Classe P61 class (Saettia MK3)                           |                                                                |                                                                |                                                                |                                                                |                                                                |                                                                |                                                                |                                                                          |                                                                |                                                                |
| P61                                                              | P61                                                            | 6126                                                           | Muggiano (La Spezia)                                           |                                                                | 24 juin 2005                                                   | 1er octobre 2005                                               |                                                                |                                                                          |                                                                |                                                                |
| Irak - Marine irakienne - Classe Fatah (Saettia MK4)             |                                                                |                                                                |                                                                |                                                                |                                                                |                                                                |                                                                |                                                                          |                                                                |                                                                |
| el-Nasir (لناصر)                                                 | 701                                                            | 6156                                                           | Riva Trigoso (La Spezia)                                       |                                                                | 2009                                                           | 9 octobre 2009                                                 |                                                                |                                                                          |                                                                |                                                                |
| Fatah (لفتح)                                                     | 702                                                            | 6157                                                           | Riva Trigoso (La Spezia)                                       |                                                                | 28 janvier 2009                                                | 2 mai 2009                                                     |                                                                |                                                                          |                                                                |                                                                |
| Majid ( ماجد)                                                    | 703                                                            | 6158                                                           | Muggiano (La Spezia)                                           |                                                                | 15 avril 2009                                                  | 16 décembre 2009                                               |                                                                |                                                                          |                                                                |                                                                |
| Shmookh (شموخ)                                                   | 704                                                            | 6159                                                           | Muggiano (La Spezia)                                           |                                                                | 15 septembre 2009                                              | 16 décembre 2009                                               |                                                                |                                                                          |                                                                |                                                                |